# Билль о правах (США)

Билль о правах Соединённых Штатов Америки

Билль о правах (англ. Bill of Rights) — неофициальное название первых десяти поправок к Конституции США, которые закрепляют основные права и свободы человека и гражданина (поправки 1—4) и обеспечивают механизм их реализации (поправки 5—10).
Поправки были предложены Джеймсом Мэдисоном 25 сентября 1789 года на заседании 1-го Конгресса США и вступили в силу 15 декабря 1791 года. Впервые на общегосударственном уровне единообразно был определён правовой статус гражданина США, очерчены сферы федерального контроля за соблюдением гражданских прав и свобод, которые также впервые в истории конституционного законодательства были построены как запреты и ограничения, наложенные в первую очередь на сами законодательные органы.

## История
Отсутствие в тексте Конституции США статей, гарантирующих гражданские права, уже в первые годы существования американского государства стало одной из основных тем политических разногласий по вопросам групповых и партийных интересов. От президента, правительства и конгресса ожидали обещанного ещё Конституционным конвентом правового документа, который гарантировал бы гражданам страны их права и свободы. Текст Конституции отражал страхи отцов-основателей перед деспотическим государством. Многие положения Конституции и поправок к ней сформулированы как запрет конгрессу принимать те или иные законы. Например, уже первая поправка гласила:
Конгресс не должен издавать ни одного закона, устанавливающего какую-либо религию [как государственную или обязательную] или запрещающего свободное её исповедание, либо ограничивающего свободу слова или печати или право народа мирно собираться и обращаться к правительству с петициями об удовлетворении жалоб.
На протяжении четырёх лет после принятия Конституции в конгресс стекались многочисленные предложения штатов. Основные из предложенных поправок нашли отражение в подготовленных Джеймсом Мэдисоном дополнениях, содержавших гарантии прав на свободу вероисповедания, слова и печати, свободу собраний, прав на хранение и ношение оружия, на неприкосновенность личности и жилища, на справедливое отправление правосудия и введение суда присяжных. Эти статьи составили десять первых поправок к Конституции США, утверждённых конгрессом 25 сентября 1789 года. После ратификации этих поправок законодательными собраниями штатов с 15 декабря 1791 года, они стали составной частью Конституции США под общим неофициальным названием Билль о правах. Основным автором проекта был Мэдисон, но в подготовке и принятии документа важную роль сыграл также Томас Джефферсон, в то время посол во Франции. Его переписка с Мэдисоном оказала влияние на текст документа.
В проект Билля о правах входило 12 поправок, однако поправка, устанавливающая формулу расчёта количества депутатов в Палате представителей по результатам переписи, которая проходила бы каждые десять лет, так и не была ратифицирована (хотя де-факто подобный принцип применяется и поныне). Вторая поправка, запрещающая вступление в силу законов, изменяющих размер жалования сенаторов и представителей до их переизбрания, вступила в силу только в 1992 году и стала Двадцать седьмой поправкой.

## Список поправок
| #    | Поправка | Дата предложения | Дата вступления в силу | Полный текст |
| ---- | --- | ---------------- | ---------------------- | ------------ |
| № 1  | Запрет на установление официальной государственной религии; свобода религии, свобода слова, свобода прессы, свобода собраний, право на подачу петиции | 25 сентября 1789 | 15 декабря 1791        | Текст        |
| № 2  | Право хранить и носить оружие | 25 сентября 1789 | 15 декабря 1791        | Текст        |
| № 3  | Солдаты могут размещаться в частных домах в мирное время только с согласия владельца, в военное время — лишь в порядке, установленном законом | 25 сентября 1789 | 15 декабря 1791        | Текст        |
| № 4  | Запрет обысков и арестов без законных оснований | 25 сентября 1789 | 15 декабря 1791        | Текст        |
| № 5  | Право на надлежащее судебное разбирательство, право не свидетельствовать против себя, человек не может привлекаться к ответственности дважды за одно и то же преступление, не может быть лишен жизни, свободы или собственности без надлежащей правовой процедуры, частная собственность не должна изыматься без справедливого возмещения | 25 сентября 1789 | 15 декабря 1791        | Текст        |
| № 6  | Права обвиняемого в уголовном преступлении, в том числе право на суд присяжных | 25 сентября 1789 | 15 декабря 1791        | Текст        |
| № 7  | Право на суд присяжных в гражданских делах | 25 сентября 1789 | 15 декабря 1791        | Текст        |
| № 8  | Запрет чрезмерных залогов и штрафов, жестоких и необычных наказаний | 25 сентября 1789 | 15 декабря 1791        | Текст        |
| № 9  | Перечисление прав в Конституции не должно трактоваться как умаление остальных прав | 25 сентября 1789 | 15 декабря 1791        | Текст        |
| № 10 | Полномочия, которые Конституция прямо не относит к ведению Соединённых Штатов, сохраняются за штатами и гражданами | 25 сентября 1789 | 15 декабря 1791        | Текст        |